# Yuandu (köpinghuvudort i Kina, Jiangxi Sheng, lat 28,26, long 116,05)
Yuandu är en köpinghuvudort i Kina. Den ligger i provinsen Jiangxi, i den sydöstra delen av landet, omkring 49 kilometer söder om provinshuvudstaden Nanchang. Antalet invånare är 51 628. Befolkningen består av 24 445 kvinnor och 27 183 män. Barn under 15 år utgör 19,0 %, vuxna 15-64 år 71 %, och äldre över 65 år 9,0 %.
Runt Yuandu är det tätbefolkat, med 476 invånare per kvadratkilometer. Närmaste större samhälle är Xiangtang, 19,8 km norr om Yuandu. Trakten runt Yuandu består till största delen av jordbruksmark.
Genomsnittlig årsnederbörd är 2 304 millimeter. Den regnigaste månaden är juni, med i genomsnitt 441 mm nederbörd, och den torraste är oktober, med 23 mm nederbörd.